# Дюриш, Михал
Ми́хал Дю́риш (словац. Michal Ďuriš; род. 1 июня 1988[…], Угерске-Градиште) — словацкий футболист, нападающий трнавского «Спартака» и сборной Словакии.

## Карьера

### Клубная
Первым профессиональным клубом в карьере Михала Дюриша стала «Дукла» из Банска-Бистрицы. Нападающий дебютировал в команде 9 ноября 2005 года в матче чемпионата Словакии против клуба «Ружомберок», заменив на 63-й минуте встречи Радека Букача.
Первый гол за «Дуклу» Дюриш забил 2 сентября 2007 в ворота «Петржалки». В составе клуба принимал участие в квалификации лиги Европы 2010/11 (2 матча, 1 мяч). Всего форвард провёл в команде 5 сезонов и забил 18 мячей в 114 сыгранных матчах.
В августе 2010 года Дюриш перешёл в чешский клуб «Виктория» (Пльзень). Дебютировал Гамбринус Лиге 28 августа 2010 года в матче против «Ческе-Будеёвице».
В матче второго круга с «Ческе-Будеёвице» словацкий форвард забил свой первый гол в чемпионате Чехии. В составе «Виктории» Дюриш стал чемпионом Чехии и в сезоне 2011/12 участвовал в лиге чемпионов. Нападающий провёл на групповом этапе турнира 6 матчей и 6 декабря 2011 года забил гол в ворота «Милана».
В июле 2014 года на правах аренды перешёл в «Младу-Болеслав», за которую играл на протяжении одного сезона. Летом 2015 года вернулся в «Викторию».
В январе 2017 года перешёл в российский «Оренбург». Через год был отдан в аренду кипрскому «Анортосису» до конца сезона 2017/18, по окончании которой подписал с клубом полноценный контракт.

### В сборной
Михал Дюриш играл за юношескую сборную Словакии (до 19 лет) в отборочном турнире к чемпионату Европы. До 2010 года выступал за молодёжную сборную Словакии. За первую сборную форвард дебютировал 15 августа 2012 года в товарищеском матче со сборной Дании. Дюриш вышел на замену во втором тайме вместо Владимира Вайсса-младшего
.

## Статистика
| Матчи Дюриша за сборную Словакии | Матчи Дюриша за сборную Словакии | Матчи Дюриша за сборную Словакии | Матчи Дюриша за сборную Словакии | Матчи Дюриша за сборную Словакии | Матчи Дюриша за сборную Словакии | Матчи Дюриша за сборную Словакии |
| -------------------------------- | -------------------------------- | -------------------------------- | -------------------------------- | -------------------------------- | -------------------------------- | -------------------------------- |
| №                                | Дата                             | Оппонент                         | Счёт                             | Голы Дюриша                      | Соревнование                     |                                  |
| 1                                | 15 августа 2012                  | Дания                            | 3:1                              | -                                | Товарищеский матч                |                                  |
| 2                                | 8 сентября 2012                  | Литва                            | 1:1                              | -                                | Отборочный матч ЧМ—2014          |                                  |
| 3                                | 12 октября 2012                  | Латвия                           | 2:1                              | -                                | Отборочный матч ЧМ—2014          |                                  |
| 4                                | 16 октября 2012                  | Греция                           | 0:1                              | -                                | Отборочный матч ЧМ—2014          |                                  |
| 5                                | 14 ноября 2012                   | Чехия                            | 0:3                              | -                                | Товарищеский матч                |                                  |
| 6                                | 6 февраля 2013                   | Бельгия                          | 1:2                              | -                                | Товарищеский матч                |                                  |
| 7                                | 22 марта 2013                    | Литва                            | 1:1                              | -                                | Отборочный матч ЧМ—2014          |                                  |
| 8                                | 26 марта 2013                    | Швеция                           | 0:0                              | -                                | Товарищеский матч                |                                  |
| 9                                | 11 октября 2013                  | Греция                           | 0:1                              | -                                | Отборочный матч ЧМ—2014          |                                  |
| 10                               | 15 октября 2013                  | Латвия                           | 2:2                              | -                                | Отборочный матч ЧМ—2014          |                                  |
| 11                               | 15 ноября 2013                   | Польша                           | 2:0                              | -                                | Товарищеский матч                |                                  |
| 12                               | 4 сентября 2014                  | Мальта                           | 1:0                              | -                                | Товарищеский матч                |                                  |
| 13                               | 8 сентября 2014                  | Украина                          | 1:0                              | -                                | Отборочный матч ЧЕ 2016          |                                  |
| 14                               | 9 октября 2014                   | Испания                          | 2:1                              | -                                | Отборочный матч ЧЕ 2016          |                                  |
| 15                               | 15 ноября 2014                   | Македония                        | 2:0                              | -                                | Отборочный матч ЧЕ 2016          |                                  |
| 16                               | 18 ноября 2014                   | Финляндия                        | 2:1                              | -                                | Товарищеский матч                |                                  |
| 17                               | 31 марта 2015                    | Чехия                            | 1:0                              | -                                | Товарищеский матч                |                                  |
| 18                               | 5 сентября 2015                  | Испания                          | 0:2                              | -                                | Отборочный матч ЧЕ 2016          |                                  |
| 19                               | 8 сентября 2015                  | Украина                          | 0:0                              | -                                | Отборочный матч ЧЕ 2016          |                                  |
| 20                               | 9 октября 2015                   | Беларусь                         | 0:1                              | -                                | Отборочный матч ЧЕ 2016          |                                  |
| 21                               | 13 ноября 2015                   | Швейцария                        | 3:2                              | 2                                | Товарищеский матч                |                                  |
| 22                               | 17 ноября 2015                   | Исландия                         | 3:1                              | 1                                | Товарищеский матч                |                                  |
| 23                               | 25 марта 2016                    | Латвия                           | 0:0                              | -                                | Товарищеский матч                |                                  |
| 24                               | 27 мая 2016                      | Грузия                           | 3:1                              | -                                | Товарищеский матч                |                                  |
| 25                               | 29 мая 2016                      | Германия                         | 3:1                              | 1                                | Товарищеский матч                |                                  |
| 26                               | 4 июня 2016                      | Северная Ирландия                | 0:0                              | -                                | Товарищеский матч                |                                  |
| 27                               | 11 июня 2016                     | Уэльс                            | 1:2                              | -                                | Чемпионат Европы 2016            |                                  |
| 28                               | 15 июня 2016                     | Россия                           | 2:1                              | -                                | Чемпионат Европы 2016            |                                  |
| 29                               | 26 июня 2016                     | Германия                         | 0:3                              | -                                | Чемпионат Европы 2016            |                                  |
| 30                               | 4 сентября 2016                  | Англия                           | 0:1                              | -                                | Отборочный матч ЧМ 2018          |                                  |
| 31                               | 8 октября 2016                   | Словения                         | 0:1                              | -                                | Отборочный матч ЧМ 2018          |                                  |
| 32                               | 11 октября 2016                  | Шотландия                        | 3:0                              | -                                | Отборочный матч ЧМ 2018          |                                  |
| 33                               | 11 ноября 2016                   | Литва                            | 4:0                              | -                                | Отборочный матч ЧМ 2018          |                                  |
| 34                               | 26 марта 2017                    | Мальта                           | 3:1                              | -                                | Отборочный матч ЧМ 2018          |                                  |
| 35                               | 4 сентября 2017                  | Англия                           | 1:2                              | -                                | Отборочный матч ЧМ 2018          |                                  |

## Достижения
«Виктория» (Пльзень)
- Чемпион Чехии (3): 2010/11, 2012/13, 2015/16
- Обладатель Суперкубка Чехии: 2011